# 王雲清
王雲清（1859年—1911年），原名奉三，号月樵，廣東省瓊州府儋州人，清朝政治人物、同進士出身。

## 生平
光緒十八年（1892年），参加光緒壬辰科殿試，登進士三甲158名。同年五月，著交吏部掣签分发各省，以知县即用。